# 줄리어스 카리우키
줄리어스 카리우키(Julius Kariuki, 1961년 6월 12일 ~ )는 전 케냐의 육상 선수이자, 1988년 서울 올림픽 3000m 장애물경주 금메달리스트였다.
나후루루 출신으로 카리우키의 육상 경력이 서서히 시작되었다. 1984년 로스앤젤레스 올림픽에 첫 국제 데뷔하였으며 3000m 장애물경주 결승전에서 7위로 오고 말았다.
이듬해 카리우키는 아프리카 육상 선수권 대회에서 그 종목을 이기고 나서 IAAF 월드컵에서도 승리하였다. 서울 올림픽에서 카리우키는 거의 3급으로 숙고되었으나, 결승전에서 가장 빠른 시작 후에 그와 동료 선수 피터 코에치는 장애물을 제거하고 한 바퀴 돌면서 카리우키가 빠른 속력을 내면서 결승선에 들어와 8분 5.51초의 기록으로 금메달을 획득하였다.
1989년에는 유니버시아드에서 10,000m 우승을 하고 IAAF 월드컵에서 다시 3000m 장애물경주를 우승하였다. 1990년 코먼웰스 게임에서 쉽게 금메달을 따고 이듬해 세계 육상 선수권 대회에서 4위로 왔다.
먗년 후에 카리우키는 세계 정상의 장애물경주 선수들 중의 하나로 남게 되었다.